# رینییر
رینییر ژسوس کاروالیو (پرتغالی: Reinier Jesus Carvalho؛ زادهٔ ۱۹ ژانویهٔ ۲۰۰۲) ملقب به رینییر بازیکن فوتبال اهل برزیل است که در پست هافبک هجومی برای باشگاه اتلتیکو مینیرو در سری برزیل بازی می‌کند.

## آمار حرفه ای
تا تاریخ ۲ اکتبر ۲۰۲۱
| عملکرد    | عملکرد           | عملکرد    | لیگ       | لیگ       | جام     | جام     | قاره‌ای | قاره‌ای | سایر | سایر | مجموع | مجموع |
| فصل       | باشگاه           | لیگ       | بازی      | گل        | بازی    | گل      | بازی   | گل     | بازی | گل   | بازی  | گل    |
|           |                  |           | بوندسلیگا | بوندسلیگا | جام‌حذفی | جام‌حذفی | اروپا  | اروپا  | دیگر | دیگر | مجموع | مجموع |
| --------- | ---------------- | --------- | --------- | --------- | ------- | ------- | ------ | ------ | ---- | ---- | ----- | ----- |
| ۲۰۱۹–۲۰۲۰ | فلامینگو         | سری‌آ      | ۱۴        | ۶         | ۰       | ۰       | ۱      | ۰      | ۰    | ۰    | ۱۵    | ۶     |
| جمع       | جمع              | جمع       | ۱۴        | ۶         | ۰       | ۰       | ۱      | ۰      | ۰    | ۰    | ۱۵    | ۶     |
| ۲۰۱۹–۲۰۲۰ | رئال‌مادریدکاستیا | لالیگا    | ۳         | ۲         | ۰       | ۰       | ۰      | ۰      | ۰    | ۰    | ۳     | ۲     |
| جمع       | جمع              | جمع       | ۳         | ۲         | ۰       | ۰       | ۰      | ۰      | ۰    | ۰    | ۳     | ۲     |
| ۲۰۲۰–۲۰۲۱ | دورتموند         | بوندسلیگا | ۱۴        | ۱         | ۲       | ۰       | ۲      | ۰      | ۱    | ۰    | ۱۹    | ۱     |
| ۲۰۲۱–۲۰۲۲ | دورتموند         | بوندسلیگا | ۴         | ۰         | ۱       | ۰       | ۱      | ۰      | ۱    | ۰    | ۷     | ۰     |
| جمع       | جمع              | جمع       | ۱۸        | ۱         | ۳       | ۰       | ۳      | ۰      | ۲    | ۰    | ۲۶    | ۱     |
| مجموع     | مجموع            | مجموع     | ۳۵        | ۹         | ۳       | ۰       | ۴      | ۰      | ۲    | ۰    | ۴۴    | ۹     |

### آمار پاس گل
| فصل       | تیم              | پاس گل |
| --------- | ---------------- | ------ |
| ۲۰۱۹–۲۰۲۰ | فلامینگو         | ۲      |
| ۲۰۱۹–۲۰۲۰ | رئال‌مادریدکاستیا | ۱      |
| ۲۰۲۰–۲۰۲۱ | دورتموند         | ۱      |
| مجموع     | مجموع            | ۴      |

## افتخارات

### باشگاهی
فلامینگو
- سری آ برزیل (۱): ۲۰۱۹
- جام لیبرتادورس (۱): ۲۰۱۹
- نایب‌قهرمانی جام باشگاه‌های جهان (۱): ۲۰۱۹

دورتموند
- جام حذفی فوتبال آلمان: ۲۱–۲۰۲۰

### ملی
برزیل زیر ۲۳ سال
- بازی‌های تابستانی المپیک (۱): ۲۰۲۰